# Этилгаллат
Этилгаллат (Ethyl Gallate, Е313) — этиловый эфир галловой кислоты. Антиоксидант (антиокислитель), пищевая добавка.

## Физические свойства
Бело-кремовый кристаллический порошок без запаха растворимый в воде. Имеет ярко выраженный горький вкус.

## Получение
Получают этерификацией галловой кислоты этанолом.

## Нахождение в природе
Содержится в грецком орехе.
Также находится в вине.

## Применение
Этилгаллат применяют для стабилизации топлива, полимеров и в косметической промышленности. Не входит в список пищевых добавок, разрешённых к применению в пищевой промышленности в Российской Федерации и большинстве стран мира.

## Безопасность
При попадании этилгаллата в организм человека, происходит расщепление сложного вещества на простые. Одним из продуктов распада E313 является галловая кислота, которая образуется при распаде других галлатов (пропилгаллата, октилгаллата и додецилгаллата). Галловая кислота вызывает раздражение слизистой оболочки желудка и всего желудочно-кишечного тракта, что может привести к серьёзным заболеваниям. Также галловая кислота — это сильный аллерген, вызывает покраснения, сыпь и экзему на коже.
Исследования на крысах показали, что употребление этилгаллата провоцирует отставание в росте, дистрофические изменения в печени и головном мозге, понижение усвояемости азота.